# Suíça nos Jogos Olímpicos de Verão de 1912
A Suíça competiu nos Jogos Olímpicos de Verão de 1912 em Estocolmo, Suécia.

## Atletismo
Um único atleta representou a Suíça; Foi a terceira participação do país no Atletismo, e a segunda vez que Julius Wagner foi o único representante do país no esporte. Wagner estava na 20ª posição após a terceira rodada do Pentatlo, resultando em sua eliminação.
Posições são dadas de acordo com a classificação do atleta nas baterias.
| Atleta        | Eventos            | Eliminatória | Eliminatória | Semifinal | Semifinal | Final     | Final   |
| Atleta        | Eventos            | Resultado    | Posição      | Resultado | Posição   | Resultado | Posição |
| ------------- | ------------------ | ------------ | ------------ | --------- | --------- | --------- | ------- |
| Julius Wagner | Pentatlo masculino | N/A          | N/A          | N/A       | N/A       | Elim-3 52 | 20º     |